# Akolyta

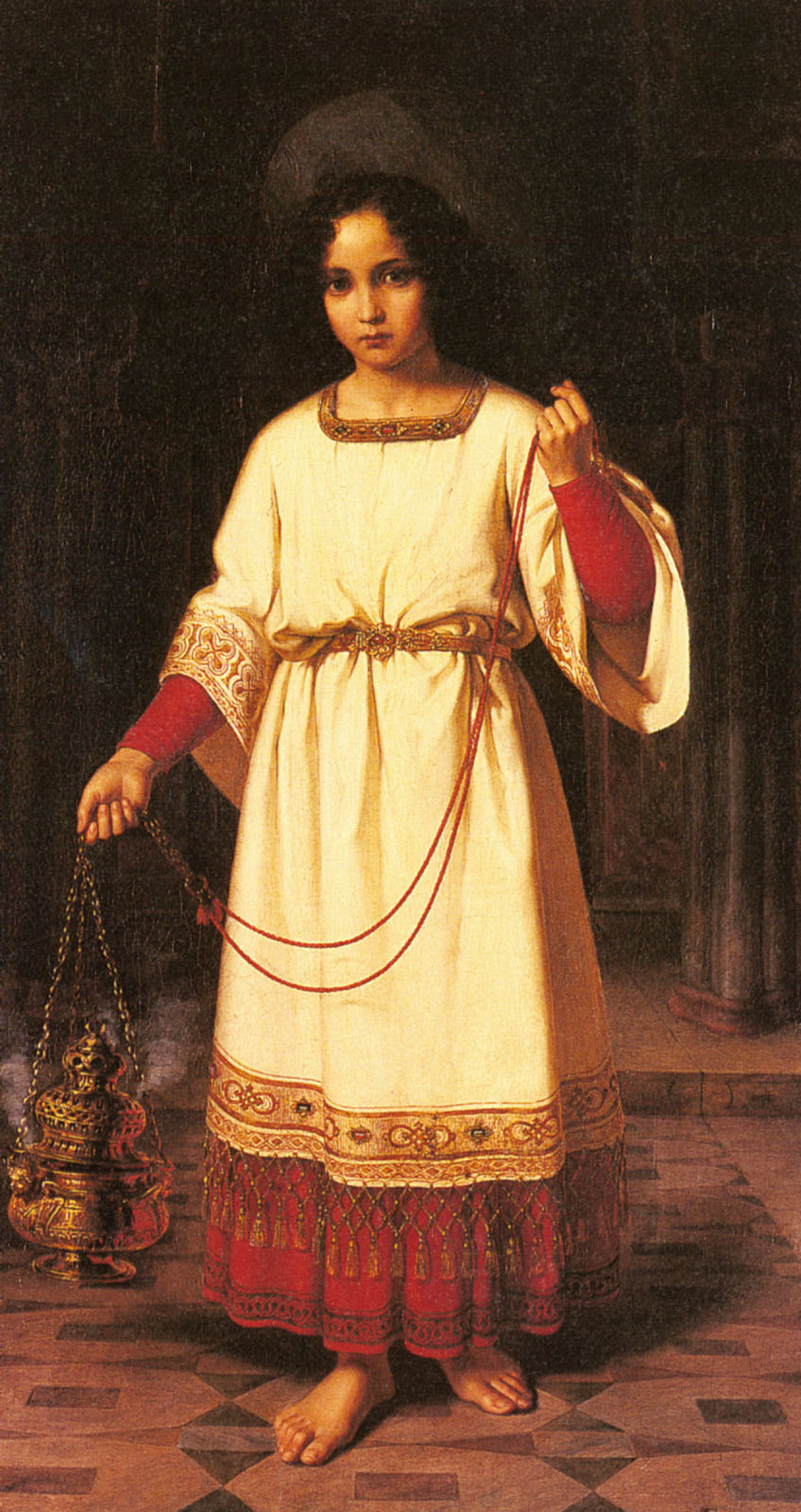
Akolyta od Abrahama Salomona, 1842

Akolyta je v některých křesťanských denominacích osoba, která vykonává obřadní povinnosti a může vést bohoslužbu slova. V jiných křesťanských církvích je tento termín používán speciálně pro kandidáty kněžství. Před reformou provedenou Pavlem VI. byl akolytát v římskokatolické církvi nejvyšším z nižších svěcení.

## Etymologie
Z řeckého akolouthos, „druh na cestě“ nebo „ten, který následuje“, v širším smyslu pak ten, „kdo slouží“, latinsky acoluthus. Služba akolyty má kořeny ve Starém zákoně, kde proroci Samuel a Elíša pomáhají Elímu, levitskému knězi.

## Východní křesťanství
V pravoslavné církvi a východních katolických církvích je akolyta přibližně totéž co ministrant. Dříve zde byla služba osob nižšího svěcení nazývaná nosič svící (během procesí a liturgických nástupů). Tato služba byla později začleněna do služby lektora. Funkce akolyty nebo nosiče svící jsou tedy vykonávány lektory, podjáhny či nevysvěcenými muži nebo chlapci, kteří se občas nazývají „akolyté“. Podjáhni nosí své obvyklé roucho, což je sticharion a orarion se sedmi kříži. Lektoři a ministranti tradičně oblékají pouze sticharion.
V současnosti v mnoha severoamerických řeckokatolických církvích je z důvodu sjednocení povoleno lektorům užívat orarion. Lektoři při oblékání orarion nežehnají křížem, orarion bez sedmi křížů odlišuje lektora od podjáhna.
V ruské tradici lektoři nosí jen sticharion, orarion pouze tehdy, pokud dostali od biskupa zvláštní požehnání (zvláště když lektor musí příležitostně vykonávat funkci podjáhna, nebo z jiných důvodů uznaných biskupem). Pokud není vysvěcen, musí před svatým přijímáním odložit sticharion. V rané církvi nesměl nosič svící vstupovat do sanktuária, to bylo vyhrazeno až podjáhnovi a osobám s vyšším svěcením. Nyní už mohou ministranti do sanktuária vstupovat, ale nesmějí se dotýkat obětního stolu.

## Západní křesťanství

### Anglikánská tradice
V církvích vycházejících z anglikánských tradic (např. Episkopální církev Spojených států, Anglikánská církev apod.) jsou ministranti nazýváni akolyté a mohou být obojího pohlaví a libovolného věku (obvykle od 10 let).
Akolyta pomáhá při bohoslužbě nošením kříže, rozsvěcením svící, držením evangeliáře, držením svící nebo luceren. Pomáhá také jáhnovi či knězi prostírat a sklízet oltář, nosí kadidelnici nebo loďku s kadidlem, podává obětní nádoby a vykonává další pomocné úkony.
Akolyté nosí úbor, který je odlišný od kněžského roucha, i když někdy může být podobný. Může to být alba, klerika, rochetka nebo jejich kombinace. Někdy je oděv přepásán cingulem v barvě podle liturgického období. Cingulum je šňůra se střapci na koncích, uvázaná kolem pasu. Akolyté se hierarchicky řadí podle doby služby – praktikant, mladší akolyta, starší akolyta a zasloužilý akolyta.

### Metodistické a luteránské církve
V metodistické a luteránské tradici se akolyté účastní při bohoslužbě nošením kříže v procesí, rozsvěcením a zhášením svící, zvoněním. V těchto tradicích je rozsvěcení svící při bohoslužbě symbolem Ježíšova příchodu do bohoslužebného shromáždění. Před zhasnutím poslední svíce na oltáři akolyta od ní zapálí rozžínadlo a odnese ho do chrámové předsíně. To symbolizuje, že Ježíš Kristus je pro všechny lidi, ať jsou kdekoli, a že Kristovo světlo jde do celého světa, kde jsou věřící povoláváni ke službě. Jako v anglikánské církvi, akolyté nosí alby přepásané cingulem.

### Římskokatolická církev

#### Situace před liturgickou reformou

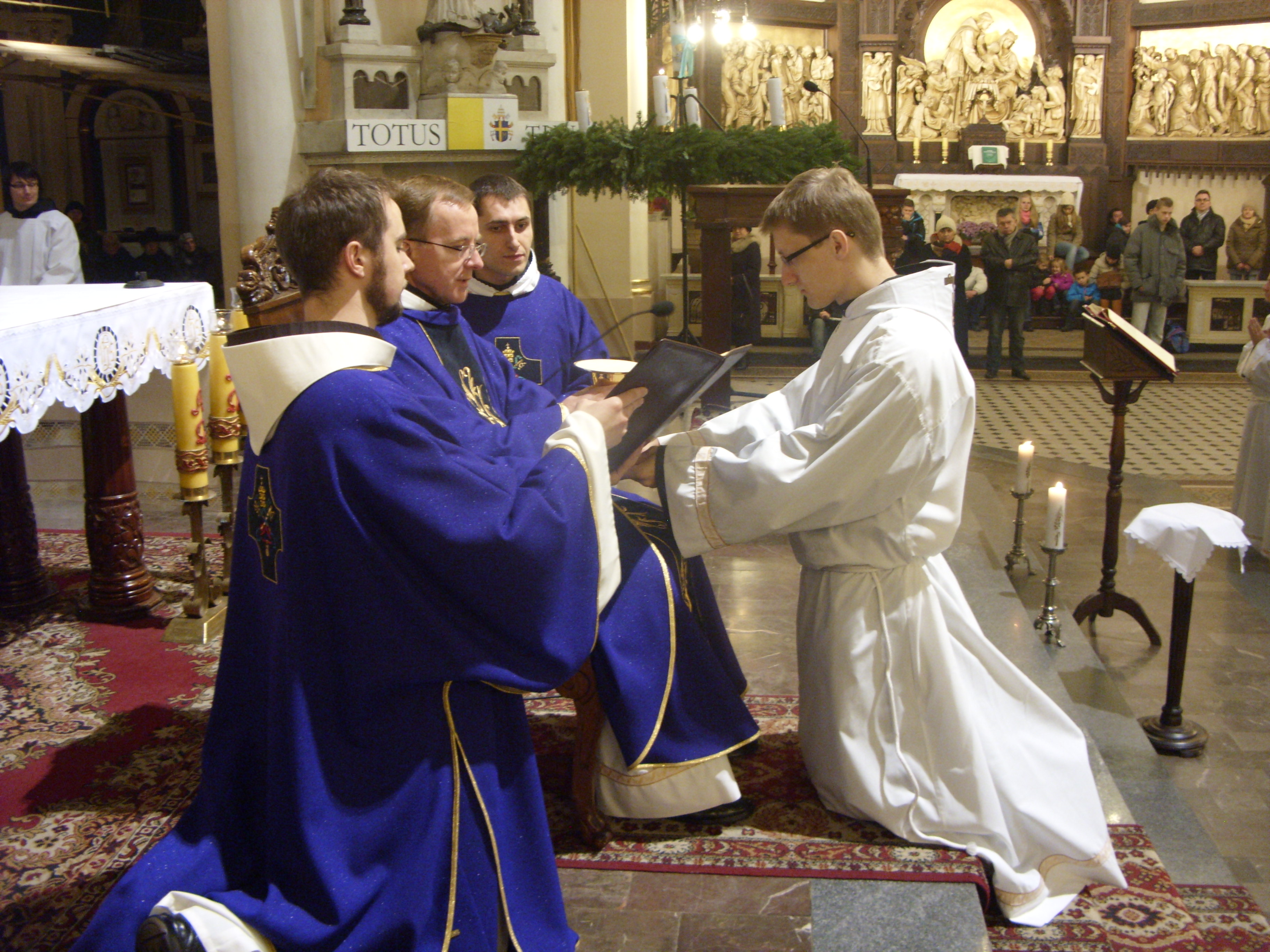
Ustanoveni akolyty v bazilice sv. Ludvíka v Katovicích v Polsku (2012)

Akolyta byl do liturgické reformy po druhém vatikánském koncilu čtvrtý stupeň nižšího svěcení. Mezi jeho povinnosti patřilo rozsvěcení oltářních svící, nošení svící v procesí, pomáhání podjáhnovi či jáhnovi a služba u vody a vína při mši svaté. Akolyté nosili albu nebo superpelici. Dokud akolyta neobdržel kněžské svěcení, byl považován za součást duchovenstva a akolytát byl vyžadovaným předstupněm svěcení.

#### Současná situace
Po reformách nižšího svěcení, které provedl papež Pavel VI. v roce 1972, byla služba akolyty zachována, ale stala se (spolu se službou lektora) jednou ze služeb udělovaných před jáhenským svěcením. Služba akolyty byla dříve omezena na svobodné muže, posléze byla otevřena všem mužům, od roku 2021 pak laikům obou pohlaví. Akolyta může pomáhat jako mimořádný přisluhovatel s podáváním Nejsvětější svátosti oltářní (svatého přijímání). Podává-li se pod obojí způsobou, není-li přítomen jáhen, podává přijímajícím kalich nebo ho drží. Může být též pověřen vystavováním svátosti oltářní při adoraci. Na rozdíl od ministrantů může čistit bohoslužebné nádoby při mši svaté.
Není-li přítomen kněz ani jáhen, může pověřený akolyta vést bohoslužbu slova.